# Parti socialiste ouvrier d'Allemagne (1875)
Pour les articles homonymes, voir SAP.
Ne doit pas être confondu avec Parti socialiste ouvrier d'Allemagne.
Le Parti socialiste ouvrier d'Allemagne (en allemand : Sozialistische Arbeiterpartei Deutschlands, SAP) est un ancien parti politique allemand, fruit de la fusion en 1875 du Parti ouvrier social-démocrate et de l'Association générale des travailleurs allemands. Sa courte histoire politique de 1878 à 1889 s'achève par son renommage en Parti social-démocrate d'Allemagne (SPD) en 1890, formation encore active aujourd'hui.